# Ottilie Schwahn
Ottilie Schwahn (* 16. September 1849 in Lübben; † 11. Dezember 1918 ebenda) war eine deutsche Erzählerin.

Ottilie Schwahn (um 1880)

## Leben
Ottilie Schwahn wurde als Tochter des Konditormeisters Bernhard Schwahn (1814–1906) und dessen Frau Henriette geboren. Schon beim Besuch der höheren Töchterschule ihrer Heimatstadt fiel sie durch ihre Gedichte und Geschichten auf. Durch Freunde ermuntert, sandte sie einige Geschichten an Thekla von Gumpert, welche diese in ihrer Zeitschrift Herzblättchens Zeitvertrieb veröffentlichte. Ermutigt durch den Erfolg entstand eine größere Erzählung, die bei Winckelmann & Söhne veröffentlicht wurde. Der Verlag betraute sie auch mit der Neubearbeitung einiger Werke von Anna Stein (eigentlich Margarethe Wulff): Zweiundfünfzig Sonntage, Tagebuch dreier Kinder, Maries Tagebuch, Felicia und Alte Bekannte. In ihrer produktivsten Schaffensperiode von 1889 bis 1905 entstanden in schneller Folge viele Kinderbücher, die im Verlag von Theodor Stroefer erschienen. In einigen Geschichten verarbeitete sie die Sagen und Bräuche der Niederlausitzer Wenden, so in Die Kinder des Auswanderers und Die Ferienreise.
Ottilie Schwahn blieb wie ihre Schwester Louise († 1916) unverheiratet.

## Werke
- Emmy und Hannchen. Winckelmann & Söhne, Berlin 1882
- Tante Lottchen und ihr Hofstaat. Winckelmann & Söhne, Berlin 1884
- Aus Nah und Fern. Stroefer, München 1889
- Ein Besuch bei Großmama. 1890
- Der Schneemann. Stroefer, München 1890
- Unsere Kameraden. 1890
- Aus dem Märchenlande. Stroefer, München 1891
- Butterblumenhof. Stroefer, München 1891
- Biblische Helden. Stroefer, München, Nürnberg 1892
- Kinderlust. Stroefer, München, Nürnberg 1892
- Geschichte Jesu. Stroefer, Nürnberg 1893
- Geschichte von Samuel. Stroefer, Nürnberg 1893
- In der Sommerwohnung. Stroefer, Nürnberg 1893
- Jesu Kindheit. Stroefer, Nürnberg 1893
- Jesu der gute Hirt. Stroefer, Nürnberg 1893
- Joseph und seine Brüder. Stroefer, Nürnberg 1893
- Kommet her zu mir. Stroefer, München 1893
- Prinzessin Tausendschön. Stroefer, Nürnberg 1893
- Vom Hirtenknaben bis zum Könige. Stroefer, Nürnberg 1893
- Christliche Saatkörner. Stroefer, Nürnberg 1894
- Herzblättchens Freunde. Stroefer, Nürnberg 1894
- Aschenputtel und Dornröschen. Stroefer, Nürnberg 1895
- Der gestiefelte Kater. Stroefer, Nürnberg 1896
- Dornröschen. Stroefer, Nürnberg 1896
- Die Kinder des Auswanderers. Leipzig, Wigand [1897]
- Die Ferienreise. Stroefer, Nürnberg 1903
- Die Kinder des Lumpensammlers. 1903
- Hochzeits-Gedichte und -Lieder von Ottilie Schwahn u. Dr. Gedanus. Bagel, Mülheim a. d. Ruhr [1904]